# 皮科维尔
皮科维尔（法語：Picauville，法語發音：[pikovil]）是法国芒什省的一个市镇，属于瑟堡区。

## 历史
2016年，以下市镇并入皮科维尔：
- 昂夫勒维尔（Amfreville）
- 克雷特维尔（Cretteville）
- 古尔伯维尔（Gourbesville）
- 乌特维尔（Houtteville）
- 万德方丹（Vindefontaine）

2017年，市镇博图瓦地区莱穆瓦捷（Les Moitiers-en-Bauptois）并入皮科维尔。

## 地理
皮科维尔（49°22'47"N, 1°25'3"W）面积64.89 平方千米，位于法国诺曼底大区芒什省，该省份为法国西北部沿海省份，西、北、东北三面环大西洋，东起顺时针与卡爾瓦多斯省、奧恩省、马耶讷省和伊勒-维莱讷省接壤。
与皮科维尔接壤的市镇（或旧市镇、城区）包括：勒阿姆、弗雷维尔、讷维尔欧普兰、圣梅尔埃格利斯、伯兹维尔-拉巴斯蒂耶、杜沃河畔列维尔、阿普维尔、蒙瑟内勒、瓦朗格贝克、拉博讷维尔、埃蒂安维尔、奥尔格朗德。
皮科维尔的时区为UTC+01:00、UTC+02:00（夏令时）。

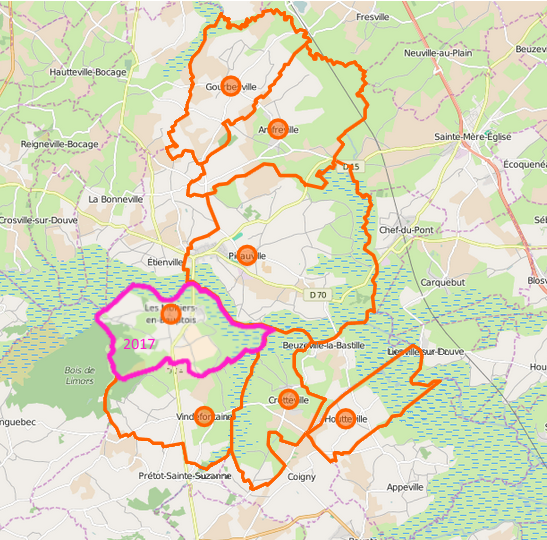
皮科维尔的OSM定位图

## 行政
皮科维尔的邮政编码为50480、50360、50250，INSEE市镇编码为50400。

## 政治
皮科维尔所属的省级选区为卡朗唐莱马赖县。

## 人口

1962-2008年间皮科维尔人口变化图示

皮科维尔于2022年1月1日时的人口数量为3222人。